# سيراديلا
بلدية سيراديلا (بالإسبانية: Serradilla)‏، هي بلدية تقع في مقاطعة قصرش والتي تقع في منطقة إكستريمادورا، غرب إسبانيا.
يبلغ عدد سكانها 1.864 نسمة وفقاً لإحصائية سنة (2002).